# Caccia al ladro
Caccia al ladro (To Catch a Thief) è un film del 1955 diretto da Alfred Hitchcock, la cui sceneggiatura, scritta da John Michael Hayes, è basata sull'omonimo romanzo del 1951 di David Dodge.
La pellicola ha come protagonista Cary Grant nel ruolo di un ex ladro di gioielli che deve provare la sua innocenza catturando un impostore che, seguendo il suo vecchio “stile”, compie furti a danno di ricchi turisti – tra cui una vedova e sua figlia, quest'ultima interpretata da Grace Kelly – in vacanza in Costa Azzurra.

## Trama
John Robie, noto un tempo come "il Gatto", è un ex ladro di gioielli ritiratosi a vita tranquilla sulla Costa Azzurra, dove coltiva vigneti accanto alla sua villa. Dopo aver combattuto nella Resistenza francese durante la Seconda guerra mondiale, Robie ha abbandonato il crimine, ma la sua pace viene improvvisamente turbata: una serie di furti di gioielli, eseguiti con lo stesso stile che lo rese celebre, insospettisce la polizia, che lo considera nuovamente il principale indiziato.
Quando gli agenti si presentano a casa sua per interrogarlo, Robie riesce a fuggire e a trovare rifugio nel Principato di Monaco presso il ristorante del suo vecchio amico Bertani, dove lavorano alcuni suoi ex compagni della Resistenza, ora in libertà vigilata. Tuttavia, anche loro iniziano a dubitare della sua innocenza, temendo che la loro ritrovata libertà sia messa in pericolo. Inaspettatamente Danielle, la giovane figlia del sommelier Foussard, aiuta Robie a fuggire dalla polizia.
Determinato a provare la sua innocenza, Robie decide di smascherare il nuovo "Gatto" cogliendolo sul fatto, così chiede aiuto a Hughson, un riluttante investigatore delle assicurazioni Lloyd's di Londra, che gli fornisce una lista dei turisti più ricchi attualmente sulla Riviera. In cima alla lista c’è Jessie Stevens, una ricca vedova americana, accompagnata dalla figlia Frances, affascinante e sofisticata.
Robie si presenta alle due donne come un benestante uomo d’affari dell’Oregon. Jessie si affeziona subito a lui, mentre Frances, inizialmente sospettosa, è al tempo stesso incuriosita dal suo fascino. Dopo una serata insieme, Frances lo bacia, ma resta ambigua sulle sue reali intenzioni. Il giorno seguente, lo invita a una nuotata davanti all'Hotel Carlton di Cannes, dove Robie incontra nuovamente Danielle, che mostra segni di gelosia verso Frances.
Durante una visita a una villa sospetta, Frances rivela di conoscere la vera identità di Robie. Lui inizialmente nega, ma alla fine, durante uno spettacolo pirotecnico notturno, le confessa la verità. I due si baciano appassionatamente, ma poco dopo i gioielli della signora Stevens vengono rubati. Frances accusa Robie di averla usata come copertura. La polizia viene allertata, ma Robie è già scomparso.
Nella notte, mentre sorveglia un’altra villa, Robie viene attaccato da due aggressori. Durante la colluttazione, uno dei due viene colpito accidentalmente e cade in acqua, dove annega: si scopre che si tratta di Foussard. La polizia lo dichiara colpevole dei furti, ma Robie fa notare che l’uomo, con una gamba di legno, non avrebbe mai potuto scalare i tetti. Al funerale, Danielle accusa Robie di aver ucciso suo padre. Più tardi, Frances si scusa con Robie e gli confessa il proprio amore.
Convinto che il vero ladro colpirà ancora, Robie organizza una trappola durante un ballo in maschera. Accompagna Frances alla festa, mentre la polizia, avvisata della sua presenza da un commento innocente di Jessie, sorveglia da vicino. In realtà, Robie si è scambiato di posto con Hughson, che danza con Frances durante tutta la serata per permettere a Robie di restare appostato sul tetto della villa.
Nella notte, Robie finalmente avvista sul tetto una figura in nero: è Danielle, che ha appena rubato i gioielli. Mentre la polizia la illumina con un riflettore, lei tenta la fuga. Robie la insegue, la blocca, e quando lei sta per cadere dal tetto, la afferra per un braccio. Sotto pressione, Danielle confessa tutto: il mandante dei furti è Bertani, che ha sfruttato il passato di Robie per distogliere i sospetti.
Con il vero colpevole smascherato, Robie può finalmente ritirarsi di nuovo nella sua villa. Frances lo raggiunge per restargli accanto, dichiarando di voler far parte della sua vita, e Robie (seppur poco entusiasta all’idea che anche la madre di Frances si trasferisca con loro) accetta.

## Produzione

### Soggetto
Il film nasce dall’interesse di Alfred Hitchcock per il romanzo omonimo di David Dodge, autore di gialli molto apprezzato nel dopoguerra. Nel dicembre 1951, quando il libro era prossimo alla pubblicazione, Hitchcock ne acquistò i diritti cinematografici per 15.000 dollari, dimostrando fin da subito un forte interesse per il progetto. Dopo aver concluso il proprio contratto con la Warner Bros., nel 1954 Hitchcock firmò un nuovo accordo con la Paramount Pictures che comprendeva, tra i suoi prossimi progetti, proprio Caccia al ladro.

### Sceneggiatura
La sceneggiatura fu affidata a John Michael Hayes, uno scrittore proveniente dalla radio, la cui abilità nei dialoghi raffinati e nella costruzione di personaggi convincenti fu determinante per la riuscita del film.

### Riprese
Per ottimizzare i tempi di produzione, nel maggio 1954 Hitchcock inviò una seconda unità, guidata dal produttore Herbert Coleman, nel sud della Francia per girare le scene in esterni e le sequenze automobilistiche, che non richiedevano la presenza degli attori principali. Le riprese principali iniziarono il 31 maggio 1954 a Saint-Jeannet, con scene ambientate nella villa di John Robie. A giugno, il cast principale si unì alla troupe in Costa Azzurra, soggiornando all'Hotel Carlton di Cannes. Le riprese in esterni si conclusero il 25 giugno, dopodiché la maggior parte della troupe tornò a Hollywood per le riprese in studio.
Nel film c'è un grande uso di "mascherini" e "trasparenti", e solo un quarto d'ora è rappresentato da riprese in esterni.
Hitchcock appare in un cameo verso i primi minuti del film, seduto accanto a Cary Grant su un autobus. Quando Grant si volta verso di lui, Hitchcock lo guarda brevemente prima di tornare a osservare la donna con la gabbia per uccelli seduta accanto a lui. Questo cameo è uno dei più noti tra quelli del regista, riconoscibile grazie alla sua figura distintiva.

### Tecnica cinematografica

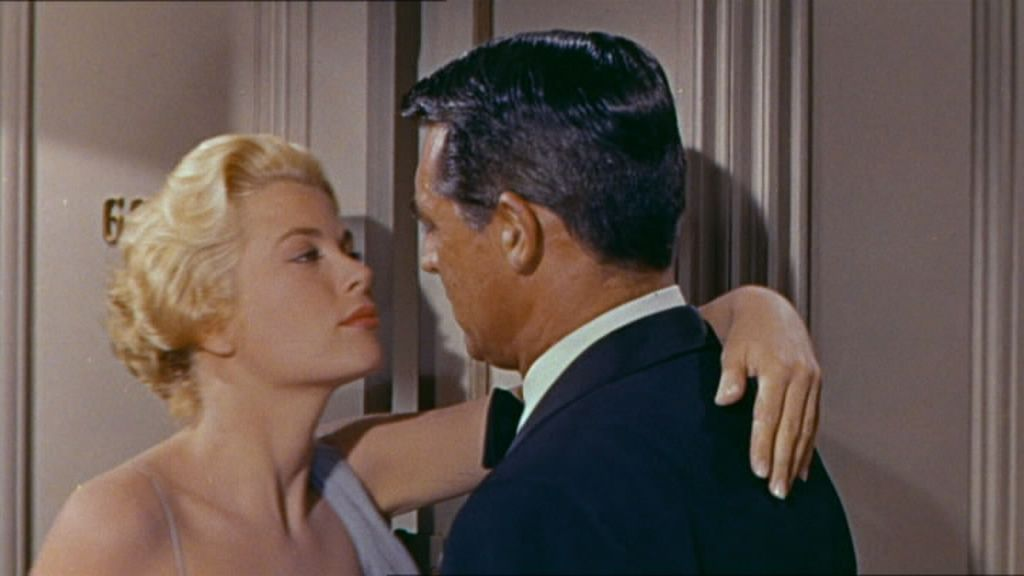
Grace Kelly e Cary Grant in una scena del film

Caccia al ladro è noto per la sua raffinata tecnica visiva, merito soprattutto della fotografia di Robert Burks, collaboratore abituale di Hitchcock, che vinse l'Oscar per il suo lavoro sul film. Girato in VistaVision, un formato ad alta risoluzione adottato dalla Paramount, il film sfrutta appieno la brillantezza del colore per valorizzare i paesaggi della Costa Azzurra, trasformando l’ambientazione in un elemento narrativo a sé stante.
A differenza della maggior parte dei suoi film, Hitchcock scelse di girare quasi interamente in esterni, sfruttando location reali tra Nizza, Èze, Cannes e Monte Carlo. Questa scelta, insolita per un regista che prediligeva i set controllati degli studi, contribuì a conferire al film un’atmosfera autentica e glamour, perfettamente coerente con il tono sofisticato della trama.
Le sequenze automobilistiche, girate lungo le strade tortuose della Moyenne Corniche, furono realizzate con tecniche all’avanguardia per l’epoca, incluse riprese in elicottero e punti di vista in soggettiva, capaci di trasmettere dinamismo senza sacrificare la bellezza del paesaggio.
L'uso simbolico del colore è un altro elemento distintivo. In particolare, nella scena del ballo in maschera, Hitchcock alterna inquadrature dei fuochi d'artificio a quelle di un bacio tra i protagonisti, utilizzando il montaggio per intensificare il valore emotivo della sequenza e simboleggiare la passione nascente tra i due personaggi.
Grazie a queste soluzioni visive e tecniche, il film rappresenta uno dei vertici formali del cinema hitchcockiano degli anni '50, pur con una trama meno serrata rispetto ai suoi thriller più cupi.

## Cast

### Cary Grant
Cary Grant interpreta John Robie, noto anche come "Il Gatto".
Robie è un ex ladro di gioielli che, dopo essere stato incarcerato e successivamente liberato durante l'occupazione tedesca della Francia, vive un'esistenza tranquilla sulla Costa Azzurra. Tuttavia, una serie di furti di gioielli che seguono il suo stile lo costringono a tornare in azione per scoprire il vero colpevole e dimostrare la sua innocenza.
La scelta di Grant per il ruolo fu una decisione consapevole di Hitchcock, che cercava un attore che potesse incarnare il fascino e l'eleganza del personaggio, pur mantenendo una certa ambiguità morale. Grant, con la sua presenza carismatica e il suo stile distintivo, portò una dimensione unica al ruolo, contribuendo significativamente al successo del film. Hitchcock aveva scelto Grant per il suo mix di charme e capacità di recitare personaggi con un lato oscuro, essenziale per il ruolo di un ex ladro.
Secondo un'analisi su The New York Times, David Dodge, autore del romanzo da cui è tratto il film, aveva una visione diversa del personaggio rispetto a Hitchcock. Dodge immaginava Robie come un uomo di 34 anni, più robusto, mentre Hitchcock scelse Grant, che all'epoca aveva 51 anni, per la sua capacità di portare eleganza e fascino al ruolo. Questa scelta evidenziò l'approccio di Hitchcock nel reinterpretare i personaggi per adattarli alla sua visione cinematografica.
Inoltre, un articolo sulla rivista Vanity Fair discute come la trasformazione dell'attore da Archie Leach a Cary Grant sia stata fondamentale per la sua carriera. La sua abilità nel combinare eleganza, umorismo e una sottile complessità interiore lo rese ideale per il ruolo di John Robie. La sua performance in Caccia al ladro è spesso citata come uno degli esempi più riusciti della sua carriera.

### Grace Kelly

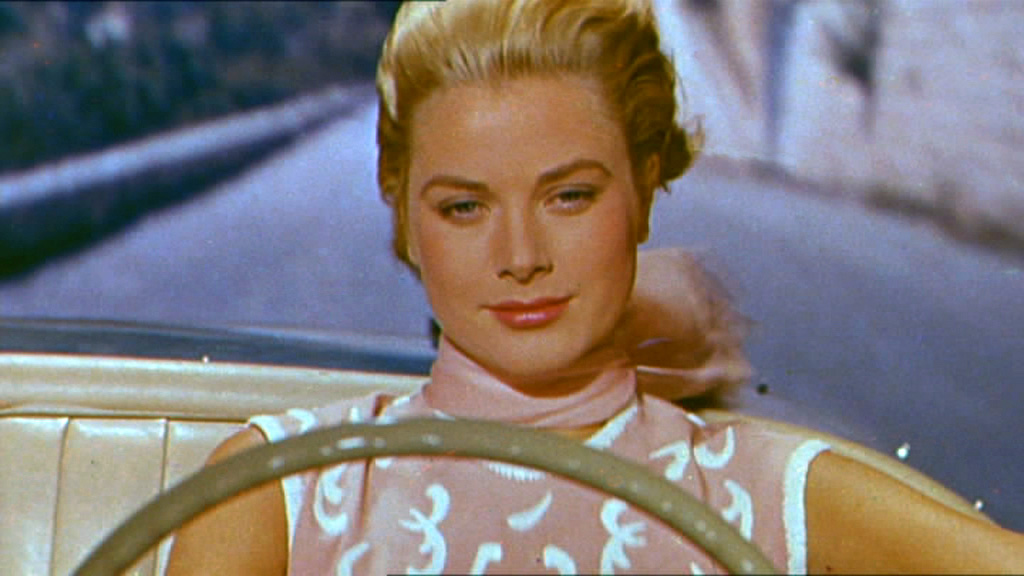
Grace Kelly nella famosa scena dell'inseguimento

Grace Kelly interpreta Frances Stevens, una giovane ereditiera americana sofisticata e imprevedibile.
Questa pellicola segna la terza e ultima collaborazione tra l'attrice e Alfred Hitchcock, dopo Il delitto perfetto e La finestra sul cortile.
Hitchcock era affascinato dalla capacità dell'attrice di incarnare una sensualità sottile e controllata. In un'intervista con François Truffaut, il regista dichiarò: «Ho fotografato Grace Kelly impassibile, fredda, e la faccio vedere il più delle volte di profilo, con un’aria classica, molto bella e molto gelida. Ma quando gira nei corridoi dell’hotel e Cary Grant l’accompagna fino alla porta della sua camera, cosa fa? Appoggia improvvisamente le labbra su quelle dell’uomo». Hitchcock la definì "ghiaccio bollente", un ossimoro che sintetizza la bellezza eterea e l'intensa sensualità dell'attrice.
La performance della Kelly è ulteriormente valorizzata dai costumi disegnati da Edith Head, che riflettono lo sviluppo del suo personaggio. Ad esempio, l'abito in chiffon blu chiaro indossato durante il primo incontro con John Robie sottolinea la sua apparente freddezza e distacco, mentre il sontuoso vestito in lamé dorato del ballo in maschera finale evidenzia la sua trasformazione e il suo coinvolgimento emotivo.
Durante le riprese in Costa Azzurra, Grace Kelly conobbe il principe Ranieri III di Monaco, evento che segnò l'inizio della sua transizione dalla carriera cinematografica alla vita reale da principessa. Il loro matrimonio, celebrato nel 1956, fu uno degli eventi mediatici più significativi dell'epoca..
In un'iconica sequenza, la Kelly guida lungo la panoramica Moyenne Corniche, una strada che collega Nizza a Monte Carlo. Proprio su quella stessa strada, il 13 settembre 1982, subì un incidente automobilistico fatale.

### Altri interpreti
Il cast secondario, composto da interpreti di grande esperienza e talento, arricchisce la narrazione con personaggi vividi e memorabili, contribuendo in modo decisivo all’atmosfera sofisticata e al ritmo brillante del film:
- Jessie Royce Landis interpreta Jessie Stevens, madre dell'ereditiera Frances. La sua performance aggiunge un tocco di sofisticato umorismo al film. L'attrice interpretò in seguito la madre del personaggio di Cary Grant in Intrigo internazionale (1959), nonostante avesse solo otto anni più di lui.
- John Williams interpreta H. H. Hughson, rappresentante della compagnia assicurativa Lloyd's di Londra. Il suo personaggio fornisce supporto a John Robie per smascherare il vero ladro. Williams era già apparso in due film di Hitchcock, Il caso Paradine (1947) e Il delitto perfetto (1953).
- Charles Vanel interpreta Monsieur Bertani, proprietario di un ristorante e figura ambigua con legami al passato criminale di Robie. Attore francese di lunga carriera, Vanel è noto anche per il suo ruolo nel film Vite vendute (1953).
- Brigitte Auber interpreta Danielle Foussard, giovane donna coinvolta nei furti che Robie cerca di fermare. Hitchcock la scelse per la sua agilità fisica, essenziale per le scene di arrampicata presenti nel film.
- Jean Martinelli interpreta Foussard, padre di Danielle e complice nei furti. Attore francese con una solida carriera teatrale, Martinelli apporta profondità al suo personaggio nel film.
- Georgette Anys interpreta Germaine, la governante della villa di Robie. Il suo personaggio fornisce momenti di leggerezza e comicità all'interno della narrazione.
- René Blancard appare in un ruolo non accreditato come Commissaire Lepic, l'ispettore di polizia che indaga sui furti. Attore francese con una carriera prolifica, Blancard è noto per i suoi ruoli in film come Legittima difesa (1947).

## Accoglienza

### Incassi
Il film ottenne un grande successo al botteghino, incassando circa 4,5 milioni di dollari nel solo Nord America.

### Critica
Caccia al ladro ha ricevuto recensioni contrastanti dalla critica. Alcuni recensori hanno apprezzato la chimica tra Cary Grant e Grace Kelly, definendo il film "una fantasia romantica" con "un'ambientazione affascinante sulla Costa Azzurra".
Altri critici hanno notato una mancanza di suspense rispetto ad altri lavori di Hitchcock, definendo il film "una storia leggera" e "una fantasia romantica" piuttosto che un thriller.
François Truffaut, nel suo libro Il cinema secondo Hitchcock, ha descritto il film come "uno dei più cinici" del regista, evidenziando l'ironia e il tono leggero dell'opera.
Alcuni recensori hanno sottolineato che, nonostante la bellezza visiva e la chimica tra i protagonisti, la trama del film può risultare meno coinvolgente rispetto ad altri lavori di Hitchcock.

## Riconoscimenti
- 1955 – Mostra internazionale d'arte cinematografica
  - Candidatura al Leone d'Oro ad Alfred Hitchcock
- 1956 – Premio Oscar[24]
  - Miglior fotografia (colore) a Robert Burks
  - Candidatura alla miglior scenografia a Hal Pereira, J. McMillan Johnson, Sam Comer e Arthur Krams
  - Candidatura ai migliori costumi a Edith Head
- 1956 – Writers Guild of America Award
  - Candidatura alla miglior sceneggiatura a John Michael Hayes

Nel 2002 è stato inserito dall'American Film Institute al 46º posto nella lista dei 100 migliori film sentimentali di tutti i tempi.

## Riferimenti in altre opere
Caccia al ladro, con la sua eleganza e il suo mix di intrigo, romanticismo e paesaggi europei mozzafiato, ha lasciato un'impronta duratura nell'immaginario collettivo. La sua influenza si ritrova in opere molto diverse tra loro, dal cinema d’animazione giapponese ai romanzi contemporanei, passando per serie TV e fumetti, a testimonianza della sua forza iconica e della versatilità del suo stile.
Il film anime Lupin III - Il castello di Cagliostro del 1979 presenta numerosi elementi stilistici e narrativi che evocano l’atmosfera e le dinamiche di Caccia al ladro. In particolare, la figura del protagonista, Lupin III, si ispira al ladro gentiluomo John Robie, interpretato da Cary Grant. Entrambi sono abili criminali mossi da un codice d'onore, coinvolti in trame di intrigo e sentimenti, ambientate in scenari eleganti e suggestivi del Vecchio Continente. La storia, centrata sul tentativo di Lupin di salvare la principessa Clarisse dal perfido Conte di Cagliostro, offre scene d’azione spettacolari, travestimenti ingegnosi e un clima sospeso tra tensione e raffinatezza. Anche le ambientazioni, tra castelli medievali e paesaggi montani, si ricollegano visivamente ai luoghi iconici del film di Hitchcock.
Un chiaro tributo al film compare nell’episodio K.I.T.T. the Cat della seconda stagione della serie televisiva statunitense Supercar, andato in onda nel 1983. In questa puntata, Michael Knight e K.I.T.T. affrontano una ladra di gioielli di nome Grace Fallon, in una trama che riprende esplicitamente le soluzioni narrative e l’estetica hitchcockiana. La sceneggiatura di Janis Hendler ne riflette apertamente lo stile e le atmosfere.
Anche in Agente 007 - GoldenEye del 1995, emerge un rimando al celebre film del 1955. In una delle prime sequenze, James Bond (interpretato da Pierce Brosnan) si lancia in un inseguimento automobilistico lungo le strade panoramiche del sud della Francia. La scena, ambientata sopra Monte Carlo, richiama la celebre corsa con Grace Kelly, reinterpretandola con un tocco moderno ma sempre improntato all’eleganza e alla tensione visiva. Oltre alla scenografia, l’influenza si nota nella costruzione del personaggio di Bond, erede diretto del fascino disinvolto incarnato da Cary Grant. Alcuni critici hanno sottolineato come quel duello su strada omaggi il linguaggio visivo di Hitchcock, aggiornando l'immaginario di 007 con richiami al cinema classico.
Il romanzo 54 del collettivo Wu Ming, pubblicato nel 2002 e ambientato nel 1954, include Cary Grant come uno dei protagonisti. In questa narrazione, l'attore è coinvolto in un'operazione segreta dei servizi britannici che lo porta a incontrare il maresciallo Tito in Jugoslavia. Parallelamente, il libro racconta le riprese di Caccia al ladro, con capitoli che ricostruiscono i dialoghi tra Grant e Hitchcock, intrecciando finzione e realtà in un quadro originale e storicamente denso.
Un altro romanzo che si ispira al film è Il ladro di diamanti. La leggenda della Costellazione Jupiter di Abbye Smithers (2008), che cita l’opera hitchcockiana già nelle prime pagine.
Il numero 216 del fumetto Dylan Dog, intitolato "Il grimorio maledetto" e pubblicato nel 2024, propone una trama che, pur non essendo un adattamento diretto, riecheggia alcuni motivi cari al film, come i misteri legati a oggetti rari e l’atmosfera rarefatta tipica del thriller europeo. Tuttavia, manca la figura centrale del ladro in conflitto tra il passato e la redenzione.
Infine, nella fiction Rai La ladra, con Veronica Pivetti, si trova un riferimento visivo molto esplicito al film: in una scena, la protagonista ha appesa in bagno la locandina di Caccia al ladro, a sottolineare simbolicamente un legame tra la sua storia e quella dell’ex ladro accusato ingiustamente, costretto a dimostrare la propria innocenza.